# Kot nebelung
Nebelung – półdługowłosa odmiana rasy rosyjski niebieski.

## Historia rasy
W hodowlach kotów rosyjskich niebieskich czasem pojawiały się długowłose kocięta. W latach 80. w Stanach Zjednoczonych urodził się kocurek. I nie byłoby w tym nic dziwnego, gdyby nie to że kot ten przypominał kota rosyjskiego niebieskiego, a jego rodzicami byli: domowa kotka i kocur podobny do rosyjskich niebieskich. Kotek otrzymał na imię Siegrfried. Siegrfried był długowłosy i niebieski. Jego właścicielka powtórzyła eksperyment... i udało się! Urodziły się dwie półdługowłose kotki. Jedna z nich była niebieska i dostała na imię Brunhilde. Właścicielka Siegrfrieda i Brunhilde  jeździła na różna wystawy i pokazywała swoje koty.  Obecnie nebelungi stają się coraz bardziej popularną rasą.

## Wygląd nebelunga
Nebelungi są średniej wielkości, muskularne i pełne gracji. Ich łapy są długie i owalnie zakończone.  
Długi ogon nebelunga ma lekko zaokrągloną końcówkę. Nieco spłaszczona głowa jest osadzona na smukłej szyi. Czoło oraz prosty nos tworzą kąt wypukły. Uszy są duże, delikatne i skierowane do przodu. Nebelungi mają szeroko rozstawione, zielone oczy o kształcie migdałów. Futro jest niebieskie, ze srebrzystym połyskiem. 

## Charakter rasy
Nebelungi są trochę nieufne, ale lubią zabawy. Są ciche, przymilne i pełne gracji. Bardzo przywiązują do opiekunów, uczuciowe, raczej nieufne wobec obcych. Lubią towarzystwo innych kotów o podobnie spokojnym temperamencie. 